# Islas Oki
Las islas Oki (en japonés: 隠岐諸島 Oki-shotō, O 隠岐群島 Oki-guntō) son un grupo de islas en la parte suroeste del mar de Japón y que pertenecen a Japón.

## Geografía

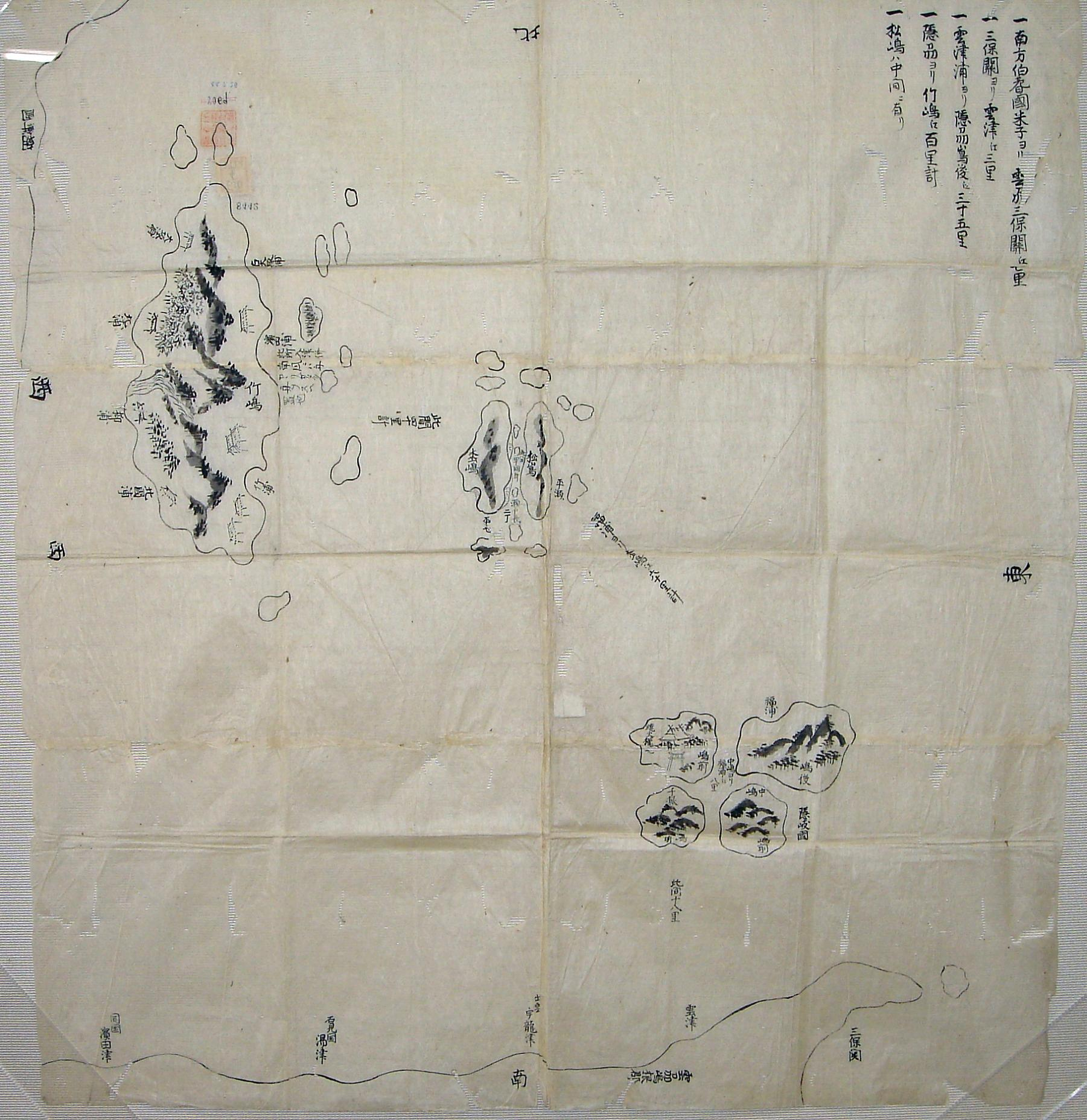
Un mapa japonés que data de 1724, con las Islas Oki en la parte inferior derecha, Rocas de Liancourt en el centro, y Ulleungdo a la izquierda

Las islas Oki se encuentran entre 40 a 80 kilómetros al norte de la costa de la gran isla de Honshu. 
Las islas son de origen volcánico y tienen una superficie total de 346,1 km². El grupo está formado por 16 islas y la elevación más alta es el Monte Damanji-San de unos 608 metros en la isla Dōgo. 
Las islas más grandes y habitadas son: 
- Dogo (島後), la isla principal, alrededor de 243 km², al noreste de la subgrupo de las llamadas Islas Dōuzen[2] (島前) con
- Chiburi-shima (知夫里島), cerca de 14 km²
- Nakano-shima (中ノ島), cerca de 33 km²
- Nishino-shima (西ノ島), cerca de 56 km²

La población es de unos 24.500 habitantes repartidos en las cuatro áreas administrativas de: 
- Okinoshima-cho (Ciudad de Okinoshima), incluye todas la isla Doga y los islotes cercanos como Okina-shima, shima Obana, shima Tsuname, Shijiki de jima y Ombe-shima, la población es de cerca de 17.000, el Japón considera que las Rocas de Liancourt son ser parte de Okinoshima.
- Chibu-mura (Pueblo de Chibu), incluye todas las Chiburi-shima y los islotes cercanos como Okaga-shima, jima Shimazu, Asa-shima y Kami-shima, la población es de alrededor de 800 personas.
- Ama-cho (Ciudad de Ama), incluye todas las Nakano-shima y cerca de los islotes como Omori-jima y Matsu-shima, la población de cerca de 2.600.
- Nishinoshima-cho (Ciudad de Nishinoshima ), incluye todas las Nishino-shima y los islotes cercanos como Hoshikami-jima, Futamata-jima y O-kazuro-shima, la población de unos 3.900.[3]

Las islas constituyen el Oki-Shicho (Distrito de Oki) y forman parte de la Prefectura de Shimane. El grupo de islas es también parte de la "Daisen Oki Kokuritsu Kōen" (parque nacional Daisen Oki).